# Ordre de l'Amiral Yi Sun-Shin
L’ordre de l'Amiral Yi Sun-Shin (en coréen : 리순신장군훈장) est une récompense nommée en l'honneur du célèbre chef de la marine coréenne Yi Sun-sin. Elle a été créée le 13 juillet 1950 par décret du Présidium de l'Assemblée populaire suprême de la république populaire démocratique de Corée et était décernée au personnel de la Marine populaire de Corée au moins pendant la guerre de Corée. Il existe deux grades pour cette récompense : l'ordre de l'Amiral Ri Sun-sin de première classe (리순신장군훈장 제1급), et l'ordre de l'Amiral Yi Sun-sin de seconde classe (리순신장군훈장 제2급).

## Histoire
La deuxième classe de cette récompense a été décernée 22 fois pendant la guerre de Corée, tandis que la version de première classe n'a pas été décernée. On suppose que cette distinction a été supprimée à une date inconnue. Des preuves photographiques indiquent que la récompense a été décernée pendant quelques années après la guerre, car une médaille portant le numéro de série 113 existe.

## Grades et rubans
L'ordre est composé de 2 grades : la 1re classe et la 2e classe.

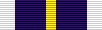
Rubans de première classe
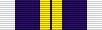
Rubans de deuxième classe